# Afrikaanse rugzwemmer
De Afrikaanse rugzwemmer (Synodontis nigriventris) is een vissensoort uit de familie baardmeervallen (Mochokidae), orde meervalachtigen (Siluriformes).

## Kenmerken
De rug- en borstvinnen zijn voorzien van stevige stekels. Dankzij de centrale plaatsing van de zwemblaas kan deze vis met groot gemak ondersteboven zwemmen en aan de onderzijde van plantenbladeren 'grazen'.

## Verspreiding en leefgebied
Deze vis komt voor in het Centrale Bassin van Kongo in Afrika.

## Voeding
De voeding van deze vis bestaat voornamelijk uit vlokken/korrels voor tropische vissen, muggenlarven, krill, artemia en krulvliegen.

## Kweek
Er is weinig over bekend, wel weet men dat de jongen pas na een tweetal maanden op hun rug gaan zwemmen, waarbij ook de buikpartij verkleurt.

## Verwante rugzwemmers
- Synodontis membranaceus
- Synodontis batensoda